# Uczenie transferowe
Uczenie transferowe (ang. transfer learning) – technika uczenia maszynowego, w której wiedza uzyskana przez algorytm w jednym zadaniu jest ponownie wykorzystywana w celu zwiększenia wydajności w zadaniu pokrewnym. Na przykład w przypadku klasyfikacji obrazów wiedzę zdobytą przez algorytm podczas nauki rozpoznawania samochodów można wykorzystać przy rozpoznawaniu ciężarówek. Typowym przykładem uczenia transferowego jest wielokrotne stosowanie gotowych warstw w sieci neuronowej. Uczenie transferowe przyspiesza proces uczenia, a także wymaga mniejszej ilości danych uczących.